# 秋田豊
秋田 豊（あきた ゆたか、1970年8月6日 - ）は、愛知県名古屋市中村区出身の元プロサッカー選手、サッカー指導者、実業家（株式会社サンクトジャパン代表取締役）。現役時代のポジションはディフェンダー（DF）。元日本代表。
1998年、2002年のW杯メンバー。
2022年10月から2024年11月まで株式会社いわてアスリートクラブの代表取締役オーナー兼代表取締役社長を務めた。

## 経歴

### 選手経歴
小学生時代は野球、中学生時代は夏に野球、冬にサッカーをしていた。中学生時代にはフォワード、センターバックを経験。愛知高等学校から愛知学院大学に特待生で進学した。
1993年に鹿島アントラーズに加入。当初はジーコの推薦で右サイドバックとしてレギュラーに定着し、以降はセンターバックとして活躍。9つのタイトル獲得に貢献した。
サッカー日本代表にも選出され、1998 FIFAワールドカップ・アジア予選が始まった段階ではセンターバックの3番手という立場だったため、4バックが基本のチームでサブメンバーだった。しかし加茂周監督がセンターバックを1枚増やした3バックを導入するとスタメンで出場し、対人や空中戦での強さを見せ評価を急上昇させると、岡田武史体制になり4バックに移行後もレギュラーに定着。ヘディングで2得点するなど、攻撃においてもセットプレイで大きな武器ともなった。1998 FIFAワールドカップ本大会ではアルゼンチンのバティストゥータ、クロアチアのシューケルなど相手のエースのマークを任される。
フィリップ・トルシエ体制では1998年秋の立ち上げ当初こそ招集されるも、まもなく構想から外され招集外となるが、本大会メンバーにまさかのサプライズ選出され、2002 FIFAワールドカップに出場。トルシエ曰く「試合には出ないがチームを纏めるためにベテランが必要」と語っており、実際大会前のテストマッチ1試合の後半途中から出場したのみで、本大会ではフィールドプレイヤーとして唯一出場機会がなかった。
代表監督がジーコに変わると立ち上げ当初はレギュラーストッパーとして招集されるが、バックラインの総入れ替えを断行されて以来、呼ばれることはなかった。
2003年のリーグ終了後戦力外通告を受け、名古屋グランパスエイトに移籍。移籍1年目の2004年はレギュラーとして活躍。以降は増川隆洋の加入や年齢もあって控えに回ることが多くなった。
2006年シーズン終了後に名古屋から戦力外通告を受け、この年J2に降格した京都サンガF.C.へ移籍。出場機会は多くなかったが、リーグ戦3位で進出したJ1・J2入れ替え戦では既に引退を発表した中で2戦ともベンチ入りし、2戦目にはこのまま引き分けなら昇格という場面で後半ロスタイムに出場し、クラブのJ1への昇格を経験した。
シーズン終了後、FC琉球の総監督に就任したフィリップ・トルシエから現役復帰のオファーがあったが、これを固辞。現役引退を表明し、2008年シーズンより京都のトップチームコーチに就任することが決定した。

### 指導者経歴
2009年2月1日には、茨城県立カシマサッカースタジアムにて鹿島アントラーズ対ジュビロ磐田を対戦カードとして引退試合が行われる。同年11月30日には、監督職に必要なS級ライセンスを取得。
2010年7月、成績不振により解任された加藤久の後任として、コーチから京都の監督に昇格した。当初は2011年までの1年半契約となっており、チームがJ2に降格しても続投する方針だったが、就任後2勝3分14敗という不振から2011年度の契約更新を撤回され、わずか半年で解任となった。
2012年、東京ヴェルディトップチームのコーチに就任。11月、東京Vとの契約を解除し、FC町田ゼルビアの監督に就任した。2013年シーズンは前半戦で3位につけるも、天皇杯のシード権を逃し、6月25日に解任された。
町田監督退任後の2013年8月23日、ジュビロ磐田がコーチ就任のオファーを出したと一部スポーツ紙で報じられたが、その日のうちに磐田側から完全否定された。
2020年よりいわてグルージャ盛岡の監督に就任すると発表され、2021年にJ3リーグで2位フィニッシュ、初のJ2昇格に導いた。2022年の東北ダービー・ブラウブリッツ秋田戦では、秋田の顔が印刷されたお面が配布され話題を呼んだ。監督としては2022年シーズン終了後に退任した。

### 経営者時代
現役引退後は実業家としても活動しており、サンクト・ジャパンの代表取締役社長としてトレーニング器具の販売を手掛けている。
2022年10月、いわてグルージャ盛岡を運営する「株式会社いわてアスリートクラブ」の社長に就任。また大株主のNOVAホールディングスから株式33.4%を譲り受け、同社のオーナーとなった。
2024年11月25日、いわてアスリートクラブの保有株をNOVAホールディングスに譲渡し、代表取締役社長兼オーナーから退任した。

### 指導者時代(第2期)
2024年12月22日、新たにJリーグに参入した高知ユナイテッドSCの監督就任が発表された。2025年6月29日、指導にパワーハラスメントがあったと選手やスタッフから申し立てが行われたことを受け、同日より当面の間休養することが発表された。秋田自身はこうした申し立てに至ったことについて謝罪しつつも、その内容には一部事実ではないものがあるとも主張し、特別調査委員会による調査にて自身の見解を伝える意向を示した。

### その他
2015年、本田圭佑がプロデュースを行っているSOLTILO FCユースとジュニアユースのスーパーアドバイザーに就任。
またeSports関連の活動も行っている。N高等学校サッカー部の特別顧問に就任し、2018年アジア競技大会のeSports（ウイニングイレブン 2018）競技に日本代表として出場した選手の指導を行い、2018年9月には元チームメイトの岡山哲也とともに、eSportsの選手育成を行う「eスポーツジャパン」を発足させ、アジア大会や五輪への出場を目標に選手の指導を行うことを発表した。

## 所属クラブ
- 1986年 - 1988年  名古屋市立豊正中学校
- 1986年 - 1988年  愛知高等学校
- 1989年 - 1992年  愛知学院大学
- 1993年 - 2003年  鹿島アントラーズ
- 2004年 - 2006年  名古屋グランパスエイト
- 2007年  京都サンガF.C.

## 個人成績
| 国内大会個人成績 | 国内大会個人成績 | 国内大会個人成績 | 国内大会個人成績 | 国内大会個人成績 | 国内大会個人成績 | 国内大会個人成績 | 国内大会個人成績 | 国内大会個人成績 | 国内大会個人成績 | 国内大会個人成績 | 国内大会個人成績 |
| 年度             | クラブ           | 背番号           | リーグ           | リーグ戦         | リーグ戦         | リーグ杯         | リーグ杯         | オープン杯       | オープン杯       | 期間通算         | 期間通算         |
| 年度             | クラブ           | 背番号           | リーグ           | 出場             | 得点             | 出場             | 得点             | 出場             | 得点             | 出場             | 得点             |
| 日本             | 日本             | 日本             | 日本             | リーグ戦         | リーグ戦         | リーグ杯         | リーグ杯         | 天皇杯           | 天皇杯           | 期間通算         | 期間通算         |
| ---------------- | ---------------- | ---------------- | ---------------- | ---------------- | ---------------- | ---------------- | ---------------- | ---------------- | ---------------- | ---------------- | ---------------- |
| 1993             | 鹿島             | -                | J                | 35               | 0                | 5                | 1                | 5                | 2                | 45               | 3                |
| 1994             | 鹿島             | -                | J                | 38               | 4                | 1                | 0                | 0                | 0                | 39               | 4                |
| 1995             | 鹿島             | -                | J                | 50               | 0                | -                | -                | 4                | 0                | 54               | 0                |
| 1996             | 鹿島             | -                | J                | 16               | 0                | 4                | 0                | 3                | 0                | 23               | 0                |
| 1997             | 鹿島             | 3                | J                | 21               | 3                | 2                | 2                | 5                | 1                | 28               | 6                |
| 1998             | 鹿島             | 3                | J                | 32               | 3                | 1                | 0                | 4                | 0                | 37               | 3                |
| 1999             | 鹿島             | 3                | J1               | 28               | 2                | 6                | 1                | 2                | 0                | 36               | 3                |
| 2000             | 鹿島             | 3                | J1               | 28               | 1                | 7                | 0                | 4                | 1                | 39               | 2                |
| 2001             | 鹿島             | 3                | J1               | 29               | 2                | 6                | 1                | 2                | 0                | 37               | 3                |
| 2002             | 鹿島             | 3                | J1               | 29               | 4                | 8                | 0                | 5                | 1                | 42               | 5                |
| 2003             | 鹿島             | 3                | J1               | 28               | 1                | 5                | 0                | 4                | 1                | 37               | 2                |
| 2004             | 名古屋           | 2                | J1               | 26               | 0                | 7                | 0                | 2                | 0                | 35               | 0                |
| 2005             | 名古屋           | 2                | J1               | 19               | 1                | 0                | 0                | 2                | 0                | 21               | 1                |
| 2006             | 名古屋           | 2                | J1               | 12               | 2                | 3                | 0                | 1                | 0                | 16               | 2                |
| 2007             | 京都             | 2                | J2               | 14               | 0                | -                | -                | 0                | 0                | 14               | 0                |
| 通算             | 日本             | 日本             | J1               | 391              | 23               | 55               | 5                | 43               | 6                | 489              | 34               |
| 通算             | 日本             | 日本             | J2               | 14               | 0                | -                | -                | 0                | 0                | 14               | 0                |
| 総通算           | 総通算           | 総通算           | 総通算           | 405              | 23               | 55               | 5                | 43               | 6                | 503              | 34               |

その他の公式戦
- 1993年
  - Jリーグチャンピオンシップ 2試合0得点
- 1996年
  - サントリーカップ 2試合0得点
- 1997年
  - スーパーカップ 1試合0得点
  - Jリーグチャンピオンシップ 2試合0得点
- 1998年
  - スーパーカップ 1試合0得点
  - Jリーグチャンピオンシップ 2試合1得点
- 1999年
  - スーパーカップ 1試合0得点
- 2000年
  - Jリーグチャンピオンシップ 2試合0得点
- 2001年
  - スーパーカップ 1試合0得点
  - Jリーグチャンピオンシップ 2試合1得点
- 2002年
  - スーパーカップ 1試合0得点
- 2007年
  - J1・J2入れ替え戦 1試合0得点

| 国際大会個人成績 | 国際大会個人成績 | 国際大会個人成績 | 国際大会個人成績 | 国際大会個人成績 |
| 年度             | クラブ           | 背番号           | 出場             | 得点             |
| AFC              | AFC              | AFC              | ACL              | ACL              |
| ---------------- | ---------------- | ---------------- | ---------------- | ---------------- |
| 2002-03          | 鹿島             | 3                | 3                | 0                |
| 通算             | AFC              | AFC              | 3                | 0                |

その他の国際公式戦
- 1998年 - 1999年
  - アジアカップウィナーズカップ 5試合4得点
- 1999年 - 2000年
  - アジアクラブ選手権 4試合2得点
- 2001年 - 2002年
  - アジアクラブ選手権 6試合2得点
- 2003年
  - A3チャンピオンズカップ 3試合1得点

## タイトル

### 選手時代

#### クラブ
鹿島アントラーズ
- Jリーグ年間王者：4回 (1996年、1998年、2000年、2001年)
  - Jリーグ1st優勝：2回 (1993年、1997年)
  - Jリーグ2nd優勝：3回 (1998年、2000年、2001年)
- 天皇杯優勝：2回 (1997年、2000年)
- Jリーグカップ優勝：3回 (1997年、2000年、2002年)
- スーパーカップ優勝：3回 (1997年、1998年、1999年)
- A3チャンピオンズカップ優勝：1回 (2003年)

#### 個人
- Jリーグベストイレブン：4回 (1997年、1998年、2000年、2001年)
- JリーグチャンピオンシップMVP （1998年）
- AFC All Star Team (1998年)
- A3チャンピオンズカップMVP (2003年)
- アントラーズ功労賞 (2009年)

### 監督時代

#### 個人
- J3リーグ・優秀監督賞：1回（2021年）

## 代表歴

### 出場大会など
- 1996年 AFCアジアカップ1996
- 1998年 1998 FIFAワールドカップ
- 2002年 2002 FIFAワールドカップ

### 試合数
- 国際Aマッチ 44試合 4得点(1995-2003)

| 日本代表 | 国際Aマッチ | 国際Aマッチ |
| 年       | 出場        | 得点        |
| -------- | ----------- | ----------- |
| 1995     | 2           | 1           |
| 1996     | 2           | 0           |
| 1997     | 16          | 2           |
| 1998     | 10          | 0           |
| 1999     | 7           | 0           |
| 2000     | 0           | 0           |
| 2001     | 0           | 0           |
| 2002     | 3           | 0           |
| 2003     | 4           | 1           |
| 通算     | 44          | 4           |

### 出場
| No. | 開催日         | 開催都市                   | スタジアム                   | 対戦相手         | 結果        | 監督                 | 大会                       |
| --- | -------------- | -------------------------- | ---------------------------- | ---------------- | ----------- | -------------------- | -------------------------- |
| 1.  | 1995年10月24日 | 東京都                     | 国立霞ヶ丘競技場陸上競技場   | サウジアラビア   | ○2-1        | 加茂周               | デサント・アディダスマッチ |
| 2.  | 1995年10月28日 | 愛媛県                     | 愛媛県総合運動公園陸上競技場 | サウジアラビア   | ○2-1        | 加茂周               | デサント・アディダスマッチ |
| 3.  | 1996年02月19日 | 香港                       |                              | ポーランド       | ○5-0        | 加茂周               | カールスバーグカップ       |
| 4.  | 1996年12月12日 | アル・アイン               |                              | 中華人民共和国   | ○1-0        | 加茂周               | アジアカップ               |
| 5.  | 1997年02月13日 | バンコク                   |                              | スウェーデン     | ●0-1        | 加茂周               | キングスカップ             |
| 6.  | 1997年06月08日 | 東京都                     | 国立霞ヶ丘競技場陸上競技場   | クロアチア       | ○4-3        | 加茂周               | キリンカップ               |
| 7.  | 1997年06月15日 | 大阪府                     | 長居陸上競技場               | トルコ           | ○1-0        | 加茂周               | キリンカップ               |
| 8.  | 1997年06月22日 | 東京都                     | 国立霞ヶ丘競技場陸上競技場   | マカオ           | ○10-0       | 加茂周               | ワールドカップ予選         |
| 9.  | 1997年06月25日 | 東京都                     | 国立霞ヶ丘競技場陸上競技場   | ネパール         | ○3-0        | 加茂周               | ワールドカップ予選         |
| 10. | 1997年06月28日 | 東京都                     | 国立霞ヶ丘競技場陸上競技場   | オマーン         | △1-1        | 加茂周               | ワールドカップ予選         |
| 11. | 1997年08月13日 | 大阪府                     | 長居陸上競技場               | ブラジル         | ●0-3        | 加茂周               | 国際親善試合               |
| 12. | 1997年09月07日 | 東京都                     | 国立霞ヶ丘競技場陸上競技場   | ウズベキスタン   | ○6-3        | 加茂周               | ワールドカップ予選         |
| 13. | 1997年09月19日 | アブダビ                   |                              | アラブ首長国連邦 | △0-0        | 加茂周               | ワールドカップ予選         |
| 14. | 1997年09月28日 | 東京都                     | 国立霞ヶ丘競技場陸上競技場   | 韓国             | ●1-2        | 加茂周               | ワールドカップ予選         |
| 15. | 1997年10月04日 | アルマトイ                 |                              | カザフスタン     | △1-1        | 加茂周               | ワールドカップ予選         |
| 16. | 1997年10月11日 | タシケント                 |                              | ウズベキスタン   | △1-1        | 岡田武史             | ワールドカップ予選         |
| 17. | 1997年10月26日 | 東京都                     | 国立霞ヶ丘競技場陸上競技場   | アラブ首長国連邦 | △1-1        | 岡田武史             | ワールドカップ予選         |
| 18. | 1997年11月01日 | ソウル                     |                              | 韓国             | ○2-0        | 岡田武史             | ワールドカップ予選         |
| 19. | 1997年11月08日 | 東京都                     | 国立霞ヶ丘競技場陸上競技場   | カザフスタン     | ○5-1        | 岡田武史             | ワールドカップ予選         |
| 20. | 1997年11月16日 | ジョホールバル             |                              | イラン           | ○3-2(延長V) | 岡田武史             | ワールドカップ予選         |
| 21. | 1998年02月15日 | アデレード                 |                              | オーストラリア   | ○3-0        | 岡田武史             | 国際親善試合               |
| 22. | 1998年03月01日 | 神奈川県                   | 横浜国際総合競技場           | 韓国             | ○2-1        | 岡田武史             | ダイナスティカップ         |
| 23. | 1998年03月07日 | 東京都                     | 国立霞ヶ丘競技場陸上競技場   | 中華人民共和国   | ●0-2        | 岡田武史             | ダイナスティカップ         |
| 24. | 1998年04月01日 | ソウル                     |                              | 韓国             | ●1-2        | 岡田武史             | ワールドカップ記念試合     |
| 25. | 1998年05月17日 | 東京都                     | 国立霞ヶ丘競技場陸上競技場   | パラグアイ       | △1-1        | 岡田武史             | キリンカップ               |
| 26. | 1998年06月03日 | ローザンヌ                 |                              | ユーゴスラビア   | ●0-1        | 岡田武史             | 国際親善試合               |
| 27. | 1998年06月14日 | トゥールーズ               |                              | アルゼンチン     | ●0-1        | 岡田武史             | ワールドカップ             |
| 28. | 1998年06月20日 | ナント                     |                              | クロアチア       | ●0-1        | 岡田武史             | ワールドカップ             |
| 29. | 1998年06月26日 | リヨン                     |                              | ジャマイカ       | ●1-2        | 岡田武史             | ワールドカップ             |
| 30. | 1998年10月28日 | 大阪府                     | 長居陸上競技場               | エジプト         | ○1-0        | フィリップ・トルシエ | キリンチャレンジ           |
| 31. | 1999年03月31日 | 東京都                     | 国立霞ヶ丘競技場陸上競技場   | ブラジル         | ●0-2        | フィリップ・トルシエ | キリンビバレッジ           |
| 32. | 1999年06月03日 | 東京都                     | 国立霞ヶ丘競技場陸上競技場   | ベルギー         | △0-0        | フィリップ・トルシエ | キリンカップ               |
| 33. | 1999年06月06日 | 神奈川県                   | 横浜国際総合競技場           | ペルー           | △0-0        | フィリップ・トルシエ | キリンカップ               |
| 34. | 1999年06月29日 | アスンシオン               |                              | ペルー           | ●2-3        | フィリップ・トルシエ | コパ・アメリカ             |
| 35. | 1999年07月02日 | アスンシオン               |                              | パラグアイ       | ●0-4        | フィリップ・トルシエ | コパ・アメリカ             |
| 36. | 1999年07月05日 | ペドロ・ファン・カバジェロ |                              | ボリビア         | △1-1        | フィリップ・トルシエ | コパ・アメリカ             |
| 37. | 1999年09月08日 | 神奈川県                   | 横浜国際総合競技場           | イラン           | △1-1        | フィリップ・トルシエ | キリンチャレンジ           |
| 38. | 2002年05月25日 | 東京都                     | 国立霞ヶ丘競技場陸上競技場   | スウェーデン     | △1-1        | フィリップ・トルシエ | キリンチャレンジカップ     |
| 39. | 2002年10月16日 | 東京都                     | 国立霞ヶ丘競技場陸上競技場   | ジャマイカ       | △1-1        | ジーコ               | キリンチャレンジカップ     |
| 40. | 2002年11月20日 | 埼玉県                     | 埼玉スタジアム2002           | アルゼンチン     | ●0-2        | 山本昌邦（代行）     | キリンチャレンジカップ     |
| 41. | 2003年03月28日 | 東京都                     | 国立霞ヶ丘競技場陸上競技場   | ウルグアイ       | △2-2        | ジーコ               | 国際親善試合               |
| 42. | 2003年04月16日 | ソウル                     |                              | 韓国             | ○1-0        | ジーコ               | 国際親善試合               |
| 43. | 2003年05月31日 | 東京都                     | 国立霞ヶ丘競技場陸上競技場   | 韓国             | ●0-1        | ジーコ               | 国際親善試合               |
| 44. | 2003年06月08日 | 大阪府                     | 長居陸上競技場               | アルゼンチン     | ●1-4        | ジーコ               | キリンカップ               |

### 得点
| # | 開催日         | 開催地     | 会場                         | 相手           | 結果 | 大会                       |
| - | -------------- | ---------- | ---------------------------- | -------------- | ---- | -------------------------- |
| 1 | 1995年10月28日 | 愛媛県     | 愛媛県総合運動公園陸上競技場 | サウジアラビア | ○2-1 | デサント・アディダスマッチ |
| 2 | 1997年10月04日 | アルマトイ |                              | カザフスタン   | △1-1 | ワールドカップ予選         |
| 3 | 1997年11月08日 | 東京都     | 国立霞ヶ丘競技場陸上競技場   | カザフスタン   | ○5-1 | ワールドカップ予選         |
| 4 | 2003年06月08日 | 大阪府     | 長居陸上競技場               | アルゼンチン   | ●1-4 | キリンカップ               |

## 引退試合
| 2009年2月1日 |

| 鹿島アントラーズレジェンドスターズ      | 4 - 2 | ジュビロ磐田レジェンドスターズ |
| 深井正樹 58分 · 秋田豊 77分, 78分, 88分 |       | 高原直泰 22分 · 松原良香 56分  |

| 茨城県立カシマサッカースタジアム 観客数: 15,735人 主審: 岡田正義 |

出場選手
- 鹿島アントラーズレジェンドスターズ

高桑大二朗、名良橋晃、秋田豊、奥野僚右、相馬直樹、本田泰人、サントス、石井正忠、増田忠俊、黒崎久志、マジーニョ、曽ヶ端準、内藤就行、岩政大樹、池内友彦、金古聖司、本山雅志、中田浩二、熊谷浩二、野沢拓也、小笠原満男、長谷川祥之、深井正樹、鈴木隆行
- ジュビロ磐田レジェンドスターズ

大神友明、山西尊裕、古賀琢磨、渡邉一平、名波浩、福西崇史、藤田俊哉、三浦文丈、川口信男、高原直泰、中山雅史、佐藤洋平、鈴木秀人、大岩剛、田中誠、西紀寛、倉貫一毅、松原良香

## 指導歴
- 2008年 - 2010年 京都サンガF.C.
  - 2008年 - 2010年7月 トップチーム コーチ
  - 2010年7月 - 同年12月 トップチーム 監督
- 2012年1月 - 同年11月 東京ヴェルディ トップチーム コーチ
- 2012年11月 - 2013年6月 FC町田ゼルビア 監督
- 2015年 SOLTILO FC スーパーアドバイザー
- 2016年 N高等学校サッカー部特別顧問[21]
- 2020年 - 2022年 いわてグルージャ盛岡 監督
- 2025年 -  高知ユナイテッドSC 監督

## 監督成績
| 年度 | 所属 | クラブ | リーグ戦 | リーグ戦 | リーグ戦 | リーグ戦 | リーグ戦 | リーグ戦 | カップ戦   | カップ戦 |
| 年度 | 所属 | クラブ | 順位     | 勝点     | 試合     | 勝       | 分       | 敗       | ナビスコ杯 | 天皇杯   |
| ---- | ---- | ------ | -------- | -------- | -------- | -------- | -------- | -------- | ---------- | -------- |
| 2010 | J1   | 京都   | 17位     | 9        | 20       | 2        | 3        | 15       | -          | 3回戦    |
| 2012 | J2   | 町田   | -        | -        | -        | -        | -        | -        | -          | 4回戦    |
| 2013 | JFL  | 町田   | 3位      | 31       | 17       | 9        | 4        | 4        | -          | -        |
| 2020 | J3   | 岩手   | 11位     | 42       | 34       | 11       | 9        | 14       | -          | -        |
| 2021 | J3   | 岩手   | 2位      | 53       | 28       | 15       | 8        | 5        | -          | 3回戦    |
| 2022 | J2   | 岩手   | 22位     | 34       | 42       | 9        | 7        | 26       | -          | 3回戦    |
| 2025 | J3   | 高知   |          |          |          |          |          |          |            |          |

- 2010年は第15節より指揮。（第15節は監督代行として）
- 2012年は天皇杯4回戦の1試合のみ指揮。
- 2013年は第17節、解任時の成績。

## 著書
- センターバック専門講座（2012年、東邦出版、ISBN 978-4809410628）